# Dreieck Spreeau
Dreieck Spreeau is een knooppunt in de Duitse deelstaat Brandenburg.
Op sluit de A12 vanuit Frankfurt (Oder) aan op de A10 de Berliner Autobahnring.

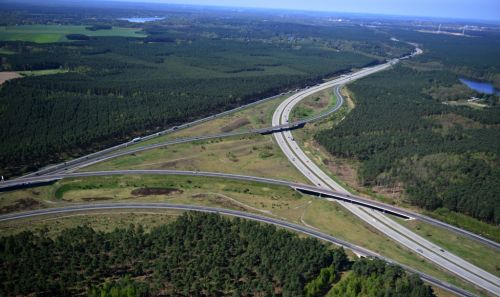
Luchtfoto van het Dreieck Spreeau in mei 2013

## Geografie
Het knooppunt ligt in de gemeente Spreenhagen.
Nabijgelegen wijken zijn Dannenreich en Friedrichshof van het dorp Heidesee en de stadsdelen Uckley en Kablow-Ziegelei van Königs Wusterhausen.
Het knooppunt ligt ongeveer 30 km ten zuidoosten van het centrum van Berlijn, ongeveer 55 km ten westen van Frankfurt (Oder) en ongeveer 75 km ten noordwesten van Cottbus.
Het knooppunt ligt ten zuiden van het Oder-Spree-Kanal in het Landkreis Oder-Spree niet ver van de grens met het Landkreis Dahme-Spreewald.
Direct ten zuiden van het knooppunt ligt het natuurgebied Dahme Heideseen.

## Naamgeving
Het knooppunt is genoemd naar het dorp Spreeau.

## Configuratie
Rijstrook
Nabij het knooppunt heeft de A10 2x3 rijstroken en de A12 heeft 2s2 rijstroken.
Alle verbindingswegen hebben twee rijstroken.
Knooppunt
Het is een half-sterknooppunt.

## Verkeersintensiteiten
Dagelijks passeren ongeveer 75.000 voertuigen het knooppunt.
| Van                   | Naar                   | Gemiddeld aantal voertuigen per dag | Percentage vrachtverkeer |
| --------------------- | ---------------------- | ----------------------------------- | ------------------------ |
| AS Freienbrink (A 10) | AD Spreeau             | 44.900                              | 14,1 %                   |
| AD Spreeau            | AS Niederlehme (A 10)  | 64.600                              | 21,8 %                   |
| AD Spreeau            | AS Friedersdorf (A 12) | 41.100                              | 16,6 %                   |

## Richtingen knooppunt
| Aansluitende wegen                                       | Aansluitende wegen                   | Aansluitende wegen                             | Aansluitende wegen | Aansluitende wegen |
| -------------------------------------------------------- | ------------------------------------ | ---------------------------------------------- | ------------------ | ------------------ |
|                                                          |                                      | richting Prenzlau / Szczecin (Stettin) Hamburg |                    |                    |
|                                                          |                                      |                                                |                    |                    |
| richting Berlijn-Centrum / Potsdam Dresden / Maagdenburg | richting Frankfurt (Oder) / Warschau |                                                |                    |                    |
|                                                          |                                      |                                                |                    |                    |
|                                                          |                                      |                                                |                    |                    |